# Fort Le Boeuf

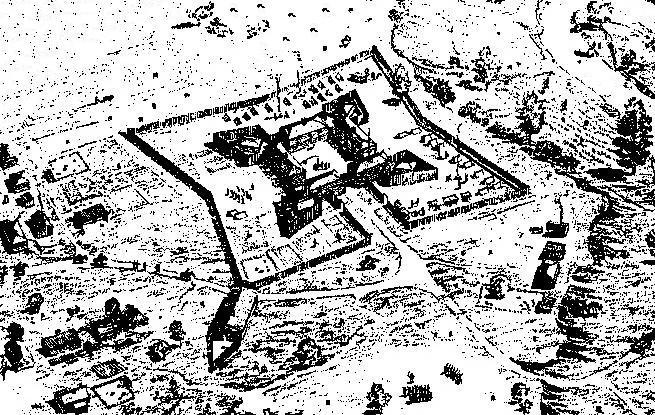
Fort Le Boeuf, 1754

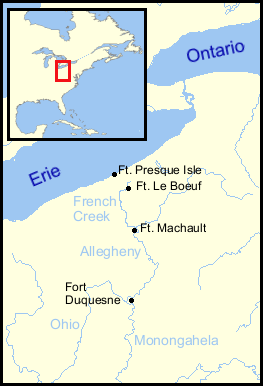
Französische Forts im Ohio Country, 1754

Fort Le Boeuf, französisch Fort de la Rivière au Bœuf, war im 18. Jahrhundert eine französische Festungsanlage südlich des Eriesees.

## Lage und Funktion
Das Fort lag rund 24 km vom See entfernt auf dem Gebiet des heutigen Ortes Waterford im Nordwesten Pennsylvanias, das seinerzeit zu Neufrankreich gehörte. Eine Kette von vier Befestigungen sollte das französische Gebiet gegen die östlich gelegene englische Kolonie absichern. Sie bestand aus Fort Presque Isle direkt am See, Fort Le Boeuf, Fort Machault und Fort Duquesne am Zusammenfluss von Monongahela und Allegheny. Seinen Namen verdankt es seiner Lage am Ufer des Flüsschens LeBoeuf, einem Zufluss des French Creek.
Das Fort schützte das südliche Ende des Versorgungsweges vom See zum Flüsschen. Die französischen Besatzer transportierten Waren und Nachschub vom See her zum Fort. Von dort aus transportierten sie die Güter per Floß oder Kanu den French Creek hinunter zum Allegheny, Ohio und Mississippi. Bis 1759 diente das Fort als Garnison und Handelsposten, bis der Fall von Fort Niagara Frankreich zwang, das Ohio-Gebiet aufzugeben.
Heute befindet sich an dem Ort das Fort LeBoeuf Museum.

## Geschichte

### Die Anfänge
Capitaine Paul Marin de la Malgue begann am 11. Juli 1753 mit dem Bau. Am 3. Dezember 1753 übernahm Jacques Legardeur de Saint-Pierre das Kommando über die erste Besatzung. Der englische Handelsposten bei Venango an der Mündung des French Creek wurde eingenommen und besetzt. Über den Winter hinterließ das französische Kommando eine Wachbesatzung auf dem neuen Posten und zog sich nach Kanada zurück.

### George Washingtons Auftrag
Robert Dinwiddie, der Gouverneur von Virginia, reagierte auf dieses Vordringen mit der Forderung an die Franzosen, das Ohio-Gebiet zu verlassen. Mit einer Eskorte von sieben Mann schickte er den 21 Jahre jungen George Washington nach Fort Le Boeuf, um sie zu überbringen. Washington nahm Christopher Gist als Führer mit. Während des Marschs rettete Gist zweimal Washingtons Leben. Am 11. Dezember 1753 kamen Washington und Gist am Fort Le Boeuf an. Der Kommandant Jacques Legardeur de Saint-Pierre, ein erfahrener Veteran, empfing die Delegation höflich. Er gewährte Washington einen Aufenthalt von drei Tagen im Fort und schickte ihn schließlich mit der Antwort zurück, der Gouverneur von Virginia möge seine Forderung dem Generalmajor Neufrankreichs in der Hauptstadt Québec überbringen.
Washington notierte, dass das Fort während seines Aufenthaltes 100 Mann Besatzung hatte, darunter viele Offiziere. Es verfügte über 50 Kanus aus Birkenrinde und 70 aus Fichtenholz, davon etliche unfertig. Er beschrieb, dass das Fort fast völlig vom Bach umgeben sei. Die Befestigung habe aus Palisaden von mehr als 12 Fuß Höhe bestanden; die Holzpfosten seien oben zugespitzt gewesen. Größere Schießscharten für Kanonen und kleinere für Gewehre seien aus den Wällen ausgeschnitten worden. Acht Sechspfünder-Kanonen und eine Vierpfünder-Kanone schützten das Tor. Im Inneren der Festung befanden sich ein Wachhaus, eine Kapelle, eine Arztpraxis und die Räume des Kommandanten. Außerhalb des Forts standen mehrere Holzbaracken, einige mit Rinde, andere mit Brettern bedeckt. Ferner gab es Ställe, eine Schmiede und weitere Gebäude.

### Siebenjähriger Krieg in Nordamerika
Der Siebenjährige Krieg begann im Mai 1754 mit dem Gefecht von Jumonville Glen. Fünf Jahre später, im Juli 1759, kapitulierte das französische Fort Niagara. Im folgenden Monat befahl der Kommandeur von Fort Presque Isle den Forts Machault und Le Boeuf, ihre Positionen aufzugeben. Nachdem die Franzosen abgezogen waren, besetzten Engländer die Posten. Möglicherweise brannten die Franzosen vor dem Abzug Fort Le Boeuf nieder. Falls das geschah, bauten die Briten es wieder auf.
Während des Pontiac-Aufstands brannte im Juni 1763 eine Gruppe Indianer das Fort Le Boeuf nieder. Die Überlebenden flohen zum Fort Venango. Als dieses ebenfalls niedergebrannt wurde, setzten sie ihre Flucht zum Fort Pitt fort.
Im August 1794 beschrieb Major Ebenezer Denny in einem Brief an den Gouverneur Thomas Mifflin Le Boeuf als ein Fort mit vier Blockhäusern und einer Besatzung von Gewehrschützen. In den zwei rückwärtigen Blockhäusern habe sich jeweils eine Sechspfünder-Kanone im Obergeschoss befunden. Die Tore seien durch schwenkbare Kanonen geschützt gewesen. Als der Richter Vincent sich 1797 in Waterford niederließ, schrieb er, es seien abgesehen von Spuren auf dem Erdboden keine Reste der alten französischen Festung mehr vorhanden.